# Castel Giorgio
Castel Giorgio – miejscowość i gmina we Włoszech, w regionie Umbria, w prowincji Terni.
Według danych na rok 2004 gminę zamieszkuje 2145 osób, 51,1 os./km².